# Арменак Алачачян
Арменак Алачачян (25 грудня 1930 — 4 грудня 2017) — радянський баскетболіст.
Срібний призер Олімпійських Ігор 1964 року.
Чемпіон Європи 1953, 1961, 1963, 1965 років.